# Jestřabí Lhota
Jestřabí Lhota è un comune della Repubblica Ceca facente parte del distretto di Kolín, in Boemia Centrale.